# The Electric Prunes
The Electric Prunes, ook wel The Prunes genoemd, is een Amerikaanse rockband.

## Geschiedenis

### Oprichting
Bassist Mark Tulin en leadgitarist Ken Williams kenden elkaar van een high school in San Fernando Valley en vormden met zanger-gitarist James Lowe de band The Sanctions in het voorjaar van 1965. Aanvankelijk was Steve Acuff de drummer, maar hij besteedde zijn tijd liever aan het surfen en werd al gauw vervangen door Michael Weakley. In maart 1965 nam deze groep in Woodland Hills, in het huis van ene Russ Bottomley, twaalf surf- en garagerockliedjes op. Dick Hargraves (orgel) voegde zich bij hen en de bandnaam werd gewijzigd in Jim and the Lords, waarna ze in november 1965 nog vier liedjes opnamen in Bottomleys huis. De zestien liedjes uit deze beginperiode werden vijfendertig jaar later, op de compilatie Then Came The Electric Prunes, voor het eerst uitgegeven.

### I Had Too Much to Dream
De band werd ontdekt door Barbara Harris, een jonge makelaarster die hen introduceerde aan geluidstechnicus David Hassinger. In de thuisstudio van Leon Russell werden op een viersporenrecorder enkele liedjes opgenomen, waaronder een cover van "Ain't It Hard", die als eerste single werd uitgegeven. Na de uitgave hiervan werd Weakley vervangen door James Spagnola (slaggitaar) en Preston Ritter (drums). In Nort Hollywood werden nog zes liedjes opgenomen, maar in plaats daarvan werd het bij Russell opgenomen "I Had Too Much to Dream (Last Night)" in november 1966 als tweede single uitgegeven. Dit door Annette Tucker en Nancie Mantz geschreven psychedelische-rocknummer werd hun grootste hit: het bereikte in 1967 de elfde plaats in de Billboard Hot 100 en werd door Jac Holzman op zijn eerste Nuggets-compilatie (1972) gezet.
Na "I Had Too Much to Dream" volgde de single "Get Me to the World on Time", die in de Verenigde Staten de 27ste en in het Verenigd Koninkrijk de 42ste plaats in de hitlijsten bereikte. Ze maakten in deze periode onder meer reclame voor het Britse merk Vox en hun advertentie voor het wah-wah-pedaal werd in 1967 tevens als single uitgegeven. Om nog meer te profiteren van het succes werd in allerijl het debuutalbum The Electric Prunes: I Had Too Much to Dream (Last Night) (1967) afgerond. De meeste liedjes van dit album waren door Tucker en Mantz geschreven.

### Underground
Tijdens de opnamen van hun tweede album, getiteld Underground, veranderde de band van samenstelling. Weakley, die terugkeerde ter vervanging van Ritter, speelde op vijf van de liedjes mee en Spagnola werd vanwege medische problemen vervangen door Mike Gannon, die gedurende deze sessies drie liedjes (waarvan twee albumnummers) opnam. Hassinger gunde de band meer artistieke vrijheid dan bij hun vorige album. Tucker en Mantz schreven drie van de liedjes; de rest werd door de bandleden zelf geschreven. Het album werd in augustus 1967 door Reprise Records uitgegeven. In het najaar van 1967 toerden de Prunes door het Verenigd Koninkrijk, Zweden (in 1997 uitgebracht op het livealbum Stockholm 67), Nederland (voor het televisieprogramma Hoepla) en andere Europese landen.

### Mass in F Minor
Het derde album (Mass in F Minor) was een door David Axelrod geschreven en geproduceerd conceptalbum met een combinatie van gregoriaanse muziek, psychedelische pop en Latijns gezang. Het nummer "Kyrie Eleison" werd gebruikt in de speelfilm Easy Rider. Het project leidde tot grote frustratie van de bandleden doordat ze zelf maar weinig ruimte kregen en ze niet aan de door Hassinger gestelde verwachtingen konden voldoen. Een gedeelte van de muziek werd opgenomen door de Canadese band The Collectors.
In het voorjaar van 1968 verliet Lowe de band en Gannon werd vervangen door Joe Dooley, doch binnen een jaar stopte ook hij ermee. De band werd vervolgens aangevuld met drummer John Rainer, pianist Jeromy Stuart en Kenny Loggins. In deze samenstelling (met alleen Tulin en Williams als oorspronkelijke leden) toerden ze eenmaal door de Verenigde Staten. Bij deze optredens werd uitsluitend nieuw, door Loggins en Stuart geschreven materiaal gespeeld. De toer werd later door Tulin omschreven als "mogelijk de slechtste toer aller tijden" en medio 1968 verlieten alle oorspronkelijke bandleden de groep.

### Laatste albums en heroprichting
Bij de laatste twee albums (Release of an Oath en Just Good Old Rock and Roll) waren de Prunes niet meer betrokken. Hassinger was eigenaar van de bandnaam en gebruikte die voor deze door Axelrod gemaakte albums, welke door een groep studiomuzikanten werden opgenomen. In het begin van de jaren zeventig was zowel de band als de bandnaam uit het publieke zicht verdwenen.
In 1999 werden de Prunes heropgericht door Lowe, Tulin en Williams. Nadat ook Weakley zich weer bij hen had gevoegd, werd in 2000 de compilatie Then Came the Electric prunes uitgegeven. De band treedt sindsdien weer op en heeft vier nieuwe studioalbums opgenomen: Artifact (2002), California (2004), Feedback (2006) en WaS (2014). Tulin overleed in 2011.

## Samenstelling

### Huidige bandleden
- James Lowe - zang, gitaar, mondharmonica (1965-1968, 1999-heden)
- Ken Williams - gitaar (1965-1968, 1999-heden)
- Steve Kara - gitaar, zang (2004-heden)
- Jay Dean - gitaar, zang (2004-heden)
- Walter Garces - drums, zang (2006-heden)

### Voormalige bandleden
- Dick Hargraves (1965-1965)
- Steve Acoff (1965-1965)
- Preston Ritter (1966-1966)
- James Spagnola (1966–1967)
- Mike Gannon (1967–1968)
- Jeromy Stuart (1968-1968)

- Kenny Loggins (1968-1968)
- John Herron (1969–1970)
- Brett Wade (1969–1970)
- Ron Morgan (1969–1970)
- Mark Kincaid (1969–1970)
- Richard Whetstone (1969–1970)

- Mike Weakley (1965–1966, 1967-1967, 2001-2001)
- Cameron Lowe (2001–2003)
- Mark Moulin (2001–2004)
- Joe Dooley (1967–1968, 2001–2006)
- Mark Tulin (1965–1968, 1999–2011)

## Discografie

### Albums

#### Studioalbums
- The Electric Prunes (1967)
- Underground (1967)
- Mass in F Minor (1968)
- Release of an Oath (1968)
- Just Good Old Rock and Roll (1969)

#### Livealbums
- Stockholm 67 (1997)
- The Sanctions / Jim and the Lords: Then Came the Electric Prunes (2000)

### Singles
- "Ain't It Hard" b/w "Little Olive" (1966)
- "I Had Too Much to Dream (Last Night)" b/w "Luvin'" (1966)
- "Get Me to the World on Time" b/w "Are You Lovin' Me More" (1966)
- "Vox Wah-Wah Ad" (1967)
- "Dr Do-Good" (1967)
- "The Great Banana Hoax" b/w "Wind-up Toys" (1967)
- "A Long Day's Flight" b/w "The King Is In His Counting House" (1967)
- "Everybody Knows You're Not In Love" b/w "You Never Had it Better" (1968)
- "I Had Too Much to Dream Last Night" b/w "Get Me to the World on Time" (1968)
- "Shadow" (1968)
- "Sanctus" b/w "Credo" (1968)
- "Help Us (Our Father, Our King)" b/w "The Adoration" (1968)
- "Hey! Mr. President" b/w "Flowing Smoothly" (1968)
- "Violent Rose" b/w "Sell" (1969)
- "Love Grows" b/w "Finders, Keepers, Losers, Weepers" (1969)